# Triticum urartu
Triticum urartu Thumanjan ex Gandilyan, 1972 è una specie di frumento.
T. urartu (diploide con genoma A) esiste esclusivamente in forma selvatica. Benché i genomi di Triticum monococcum e Triticum urartu siano molto simili, le due specie sono considerate distinte poiché non danno progenie fertile se interfecondate.